# Nico Marina
Nicolás "Nico" Marina Parra (Cáceres, España, 28 de octubre de 2008), es un jugador de baloncesto español. Su estatura oficial es de 1.83 metros y juega principalmente en la posición de base. Actualmente pertenece al Cáceres Patrimonio de la Humanidad, equipo de Liga Segunda FEB española.

## Trayectoria
Nacido en Cáceres, Nico Marina es considerado una de las promesas más importantes del baloncesto español. 
En categoría infantil (2021-22) participó con el ADC Sagrado Corazón en el campeonato de Extremadura, alzándose con el título y registrando actuaciones que llamaron la atención de clubes de superior categoría, en particular los 83 puntos que anotó frente al San Antonio o los 58 puntos que anotó al mismo rival en la final del campeonato. En junio de 2022 participó con su club en el campeonato de España infantil en la localidad de Porriño, donde en las dos primeras jornadas anotó 39 y 58 puntos respectivamente y en el partido contra el anfitrión hizo 74 puntos, 29 rebotes y 90 créditos de valoración, obteniendo con ello gran notoriedad a nivel nacional.
En la temporada 2022-23 se incorporó al programa de cantera del Real Betis Baloncesto, regresando a Cáceres en la campaña 2023-24 con el ADC Sagrado Corazón. En su debut en Liga EBA, aún con 14 años de edad, anotó 17 puntos, capturó 6 rebotes y repartió 6 asistencias. Completó la temporada participando en 24 partidos y logrando promedios de 4.9 puntos, 3.1 rebotes y 1.7 asistencias en más de 18 minutos.
En septiembre de 2024 firma con el Cáceres Patrimonio de la Humanidad, club con el que alternaría participaciones en Segunda FEB y con el equipo filial en Tercera FEB (nueva denominación de la Liga EBA) en la temporada 2024/25. En esta última competición fue nominado MVP de la jornada 22 tras registrar 34 puntos, 7 rebotes, 4 asistencias, 3 recuperaciones y 9 faltas recibidas, para un total de 45 créditos de valoración, en la victoria de su equipo frente al Sagrado Corazón. Terminó la temporada con promedios de 18.8 puntos (tercer máximo anotador de su conferencia), 5.2 rebotes, 4.9 asistencias y 19.5 créditos de valoración (cuarto de su conferencia). Con el primer equipo disputó siete partidos, destacando en el encuentro frente al Algeciras en el que anotó 14 puntos en menos de 21 minutos en pista.
En la temporada 2025/26, que iniciaría con 16 años de edad, se integra definitivamente en el primer equipo del Cáceres Patrimonio de la Humanidad para jugar en Segunda FEB.
Es internacional Sub-16 con la selección española, con la que logró la medalla de plata en el Campeonato de Europa Sub-16 disputado en Grecia en verano de 2024.